# Le Roi lion (jeu vidéo, 1994)
Pour les articles homonymes, voir Le Roi lion (homonymie).
Ne doit pas être confondu avec le jeu Game Boy Advance Le Roi lion (jeu vidéo, 2003).
Le Roi lion (The Lion King)  est un jeu vidéo de plates-formes édité par Virgin Interactive en 1994. L'univers du jeu est tiré du dessin animé Le Roi lion des studios Disney. Le jeu a été décliné sur de nombreuses plateformes par des développeurs variés.
Le jeu est publié le 9 novembre 1994 en Amérique du Nord sur Super Nintendo et Genesis,. En Europe, il est d'abord publié sur Mega Drive le 4 novembre 1994 puis sur Super Nintendo le 11 novembre 1994,. Au Japon, Lion King est publié le sur Mega Drive et Super Nintendo le 9 décembre 1994.

## Système de jeu
Le Roi Lion est un jeu de plates-formes en 2D à scrolling, présentant trois modes de difficulté, dans lequel le joueur incarne deux versions différentes de Simba. Le jeune héros grandit en effet au fil du jeu et doit terminer dix niveaux différents puis affronter le terrible Scar.
Enfant, Simba saute plus facilement de plate-forme en plate-forme. Il peut donner de faibles coups de griffes, pousser un rugissement retournant sur eux-mêmes les ennemis les plus faibles et sauter sur ses ennemis pour les assommer.
Adulte, le personnage est plus apte au combat et peut se jeter sur un ennemi en créant une mêlée et donner des coups de griffes attaquant certains ennemis sans sauter dessus. Le jeu s'oriente alors vers l'action jusqu'au combat contre Scar que le joueur doit faire tomber à bas de Pride Rock.
Un niveau à part entière place le jeune Simba devant un troupeau de gnous sur le point de le piétiner : le niveau devient une course d'obstacle sur trois pistes, le personnage de Simba faisant face à l'écran. Des indications apparaissent sur l'écran pour signaler sur quel(les) piste(s) les prochains obstacles apparaitront, incitant le joueur à se déplacer ou à effectuer un saut.
Des niveaux bonus placent alternativement le joueur dans la peau de Timon et Pumbaa. Le premier doit rattraper de la nourriture tombant du haut de l'écran en évitant les insectes venimeux, et le second doit vider l'écran de tous les objets comestibles en un temps limité.

## Développement
La version Game Boy a été développée par Pantheon Software, la version Game Gear par Syrox Developments, les versions SNES et Mega Drive par Westwood Studios et les versions PC, Master System et NES par Virgin Interactive.
La version Amiga AGA a été amputée de trois niveaux. Le jeu étant sorti sur ce support en 1995 dans ses dernières années d'exploitation commerciale, Virgin a préféré sortir une version inachevée. Les stages supprimés sont Can't wait to be king, Hakuna Matata, Simba's return ainsi que les deux stages bonus Timon & Pumbaa. L'explication officielle de Virgin était de sauvegarder ainsi de l'espace sur les disquettes.
En France, le jeu est initialement sorti sous le nom The Lion King, puis est ressorti assez rapidement sous le nom  The Lion King: Le Roi lion.